# Koncert za violončelo in orkester št. 2 (Dvořák)
Koncert za violončelo in orkester št. 2 op. 104 v h-molu Antonina Dvořáka je eno najslavnejših in največkrat izvajanih del za violončelo in orkester. To je Dvořákovo zadnje delo za solistični instrument in orkester. Skomponiral ga je v letih 1894-1895 in ga posvetil svojemu prijatelju, čelistu Hanušu Wihanu.
Zasedbo romantičnega orkestra sestavljata 2 flavti (druga zamenjuje v piccolo), 2 oboi, 2 klarineta, 2 fagota, 3 rogovi, 2 trobenti, 3 pozavne, tuba, timpani, triangel (samo v zadnjem stavku) in godala. Komponiran je v standardni tristavčni formi:
1. Allegro (h mol → H dur, približno 14 minut)
2. Adagio, ma non troppo (G dur, približno 11 minut)
3. Finale: Allegro Moderato-andante-allegro vivo (h mol → h dur, približno 11 minut)

Okviren čas trajanja: okrog 40 minut.
Dvořak je v mladosti zložil neuspešen, preobložen Koncert št. 1 ter dve krajši koncertantni skladbi za violončelo. Od tedaj o tem godalu ni imel najboljšega mnenja. Baje je nekoč rekel: »V visokih legah noslja, v nizkih pa rjove.« Pa vendar je med svojim bivanjem v Ameriki ustvaril eno največjih mojstrovin za ta instrument, o katerem lahko upravičeno rečemo, da združuje gibkost violine in globine basovskega registra, barva njegovega glasu pa premore človeško toplino. Za skladbe, ki jih je Dvořak napisal v Ameriki, velja, da so zaradi skladateljevega domotožja še bolj zaznamovane s češko ljudsko motiviko kot dela, ki jih je napisal v domovini. Tako je tudi z njegovim koncertom za violončelo. Dokončal ga je leta 1895, ko je Amerika mojstru že močno presedla in je komaj čakal na vrnitev v domovino. Domotožju se je pridružila še žalost ob smrtni bolezni svakinje. Prav njej se je poklonil v drugem stavku; v njegovem srednjem delu je uporabil nežno temo svojega samospeva Kež duch muj sam, ki ga je imela posebno rada. Zato ne preseneča, da je celotno delo elegično ubrano in polno romantičnih čustvenih izbruhov. Presenečata pa bogastvo in pestrost motivov, ki jih je skladatelj uporabil, saj nove melodične ideje skozi vso skladbo vznikajo kot neusahljiv vrelec. Koncert je zastavljen z epsko širino, pogosto ga imenujejo »Dvořakova Deseta simfonija«. Solistični part je pogosto vključen v orkestralno tkivo, skladatelj pa ga rad vodi v visoke lege, ki zahtevajo od solista izostreno intonančno igro. Koncert je 19. marca 1896 leta v Londonu prvič izvedel violončelist Leo Stern, orkester pa je vodil skladatelj sam.

## Zvočne datoteke
- Imate z zagonom datotek težave? Poskusite si pomagati s pomočjo za predstavnostno gradivo.